# Université hachémite
L'université hachémite est une université publique située à Zarka, en Jordanie, et fondée en 1995 par un décret royal. L'université est composée de 18 établissements.

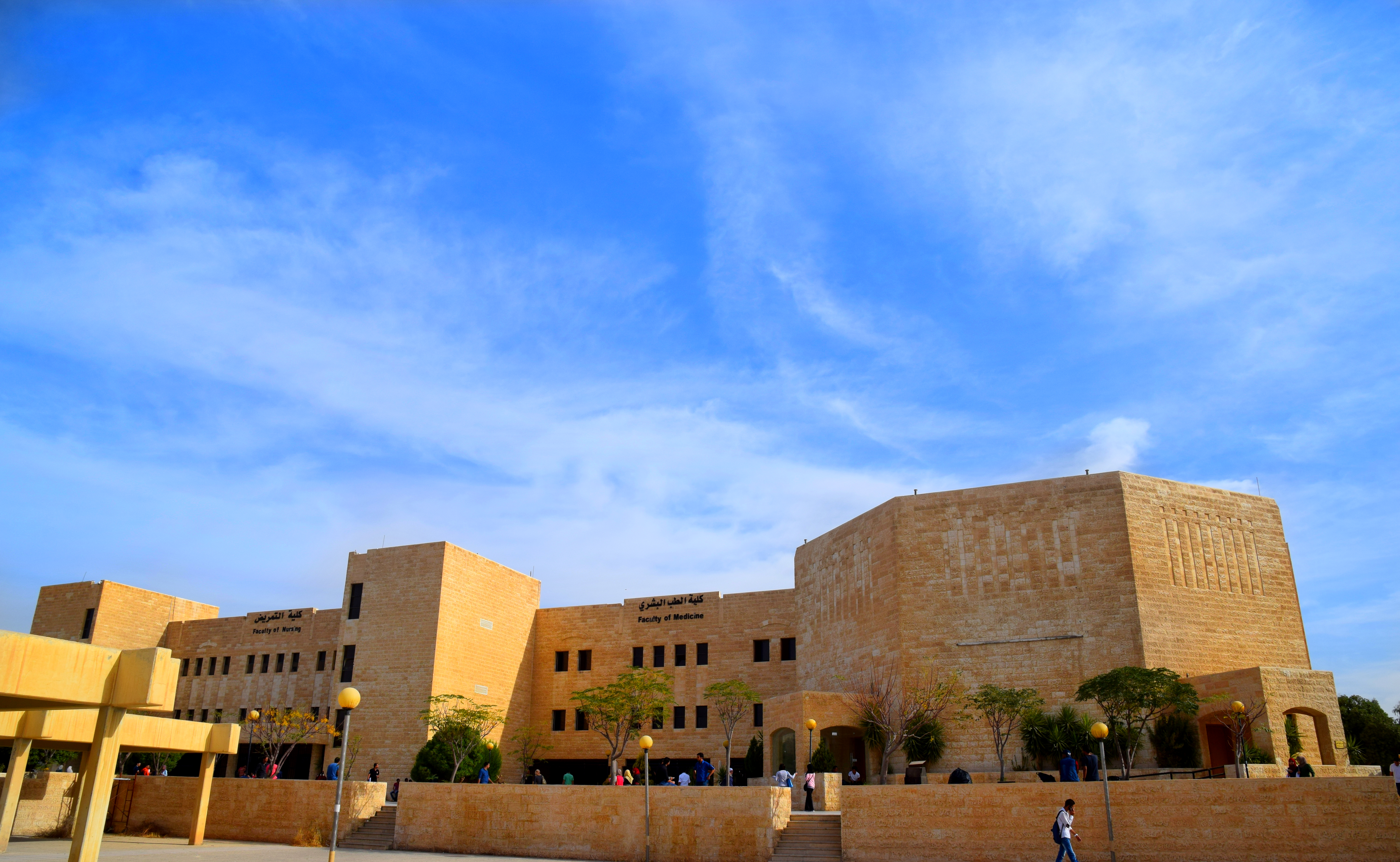

Elle est classée par le U.S. News & World Report au 37e rang du classement régional 2016 des universités arabes.

## Historique
La création de l'université hachémite débuta le 19 juin 1991 dans le gouvernorat de Zarqa sous le nom d'université de Zarqa par Le décret royal.
Mais après l'octrois d'une licence pour créer Zarqa Université, la raison de cette confusion a poussé au changement du nom de l'université au nom actuel l'Université Hachémite pour prendre la deuxième partie du nom Royaume hachémite le nom de la Jordanie , l'université a commencé à enseigner le 16 septembre 1995 (début des études), la superficie de l'université (8519 ) Dounam .

## Structure
L'Université hachémite compte 19 facultés, académiques et doyennes, offrant 52 cours de premier cycle et 35 cours de troisième cycle: doctorat, maîtrise et diplôme supérieur, en plus d'un certain nombre de programmes de diplôme professionnel.
1. Faculté de médecine ;
2. Faculté de pharmacie et des sciences pharmaceutiques ;
3. Faculté d'ingénierie ;
4. Faculté des sciences économiques et administratives
5. Faculté des sciences ;
6. Faculté des lettres ;
7. Faculté Prince Hussein ben Abdallah des technologies de l'information ;
8. Faculté des sciences médicales alliées ;
9. Faculté des sciences de l'éducation ;
10. Faculté des sciences infirmières ;
11. Faculté des ressources naturelles et de l'environnement ;
12. Faculté de l'éducation physique et des sciences du sport ;
13. Faculté  Reine Rania de l'enfance ;
14. Faculté Reine Rania du tourisme et du patrimoine ;
15. Doyen des affaires étudiantes ;
16. Doyen de la recherche scientifique ;
17. Doyen du développement académique et de la communication internationale ;
18. Faculté des études supérieures ;
19. Faculté Hassan Bin Talal des zones arides.

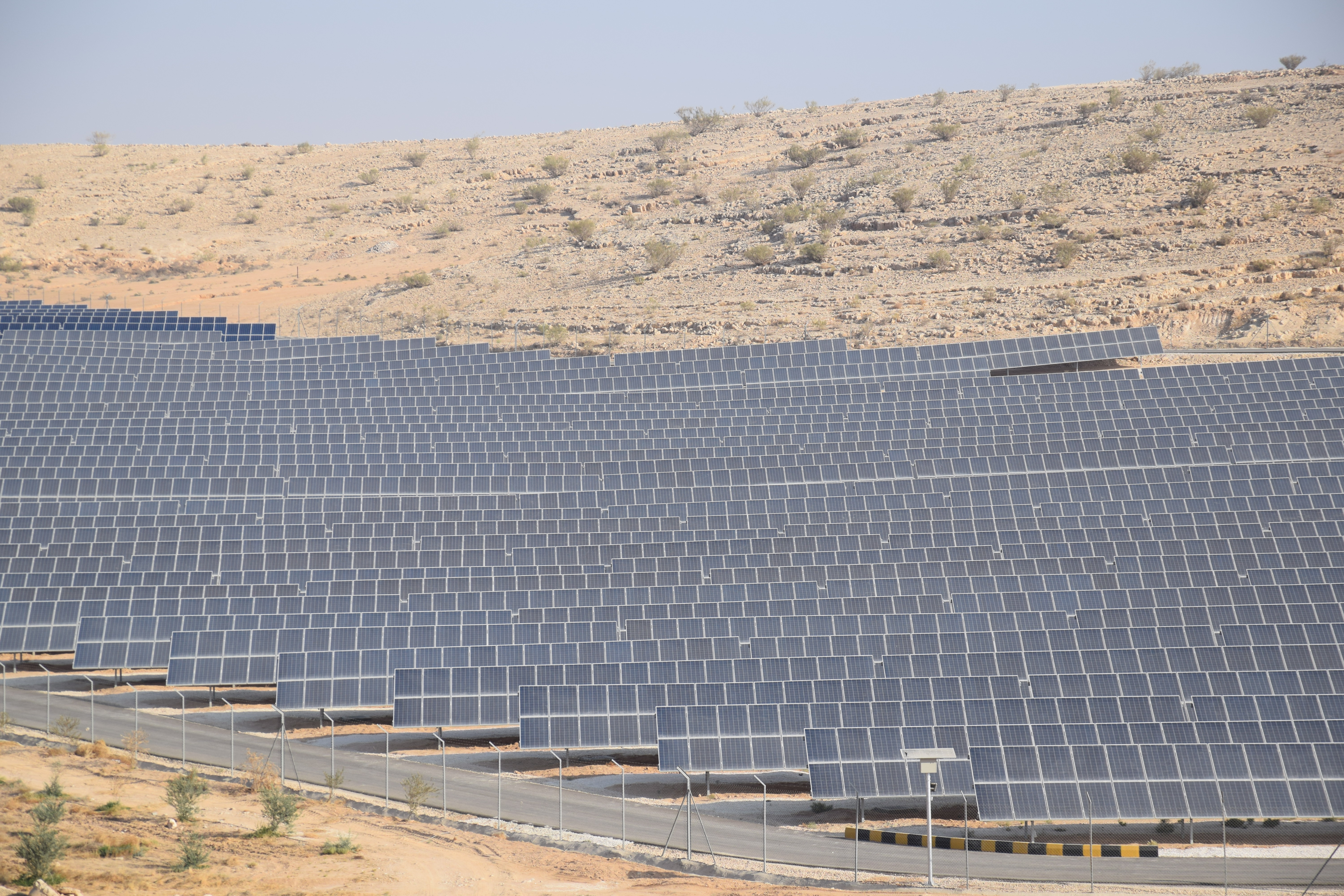
Panneaux solaires.
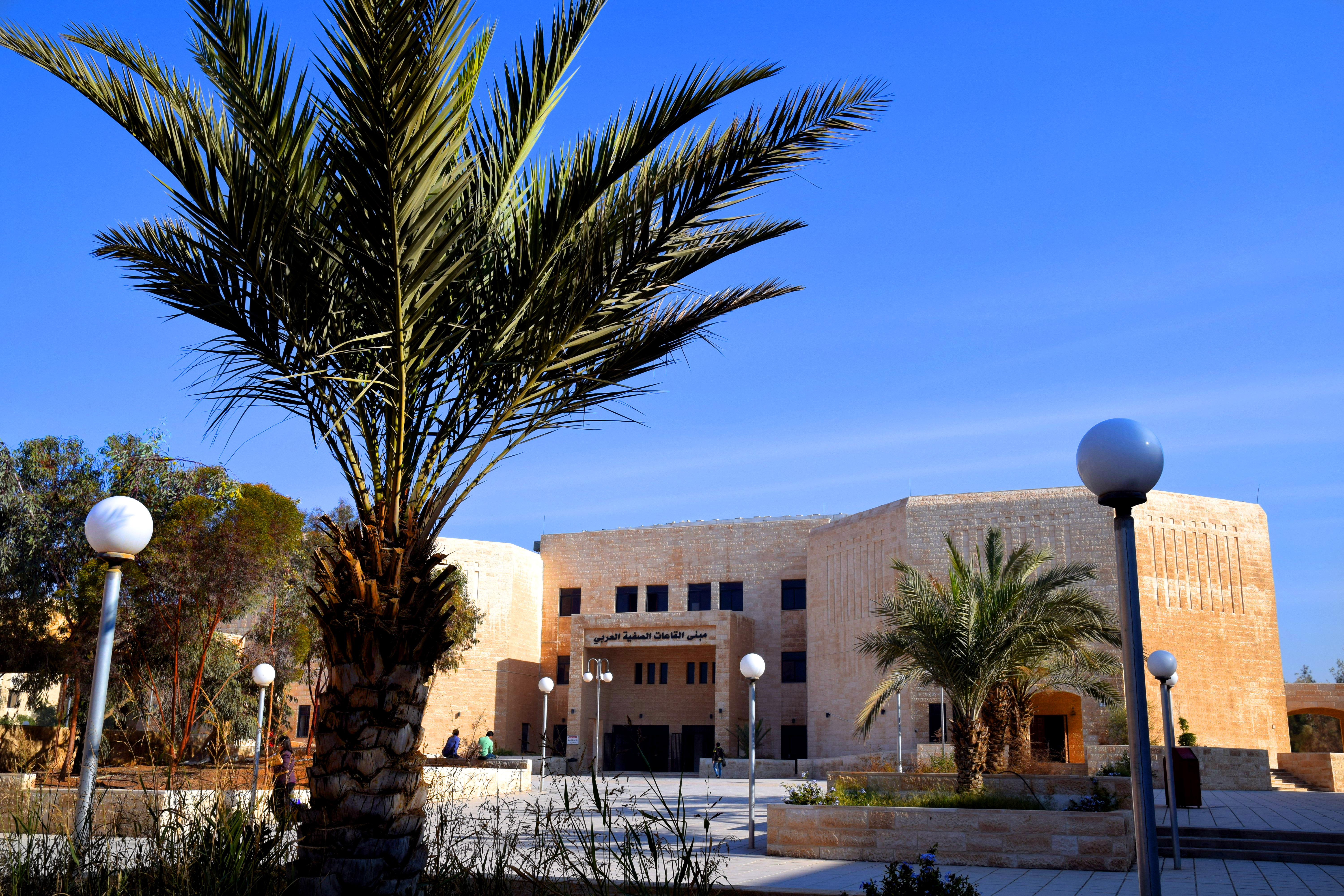
Bâtiment de l'université.
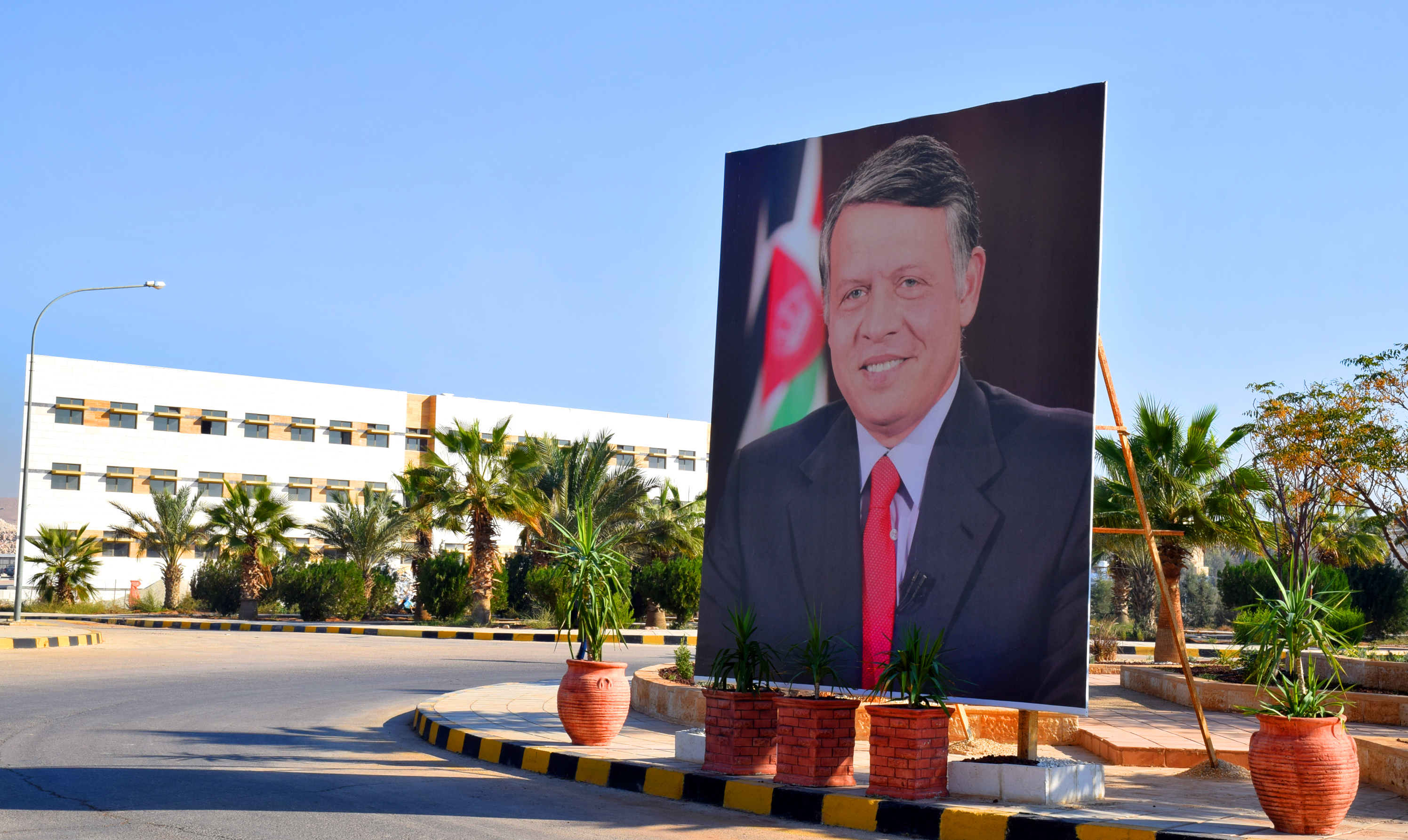
Portrait du roi Abdallah II sur le campus.

## Personnalités liées à l'université

### Professeurs
- Rana Dajani, biologiste jordanienne.